# Deportivo Alavés
Deportivo Alavés – hiszpański klub piłkarski z miasta Vitoria-Gasteiz w Kraju Basków. Obecnie występuje w rozgrywkach Primera División. Został założony w 1921 roku i już w sezonie 1929/1930 uzyskał awans do pierwszej ligi. W sezonie 2000/2001 klub dotarł do finału Pucharu UEFA, w którym przegrał po dogrywce z Liverpoolem 5:4.

## Sukcesy
- Finał Pucharu UEFA w sezonie 2000/2001
- 6. miejsce w Primera División w sezonie 1999/2000
- Finał Pucharu Króla w sezonie 2016/2017

## Obecny skład
Stan na 3 listopada 2019
| Nr | Poz. | Piłkarz           |
| -- | ---- | ----------------- |
| 1  | BR   | Antonio Sivera    |
| 2  | PO   | Andoni Gorosabel  |
| 3  | LO   | Rubén Duarte      |
| 4  | OB   | Aleksandar Sedlar |
| 6  | OB   | Ander Guevara     |
| 7  | PO   | Álex Sola         |
| 8  | PO   | Tomás Pina        |
| 9  | NA   | Joselu            |
| 10 | NA   | John Guidetti     |
| 11 | NA   | Luis Rioja        |
| 13 | BR   | Antonio Sivera    |
| 14 | PO   | Burgui            |

| Nr | Poz. | Piłkarz                                |
| -- | ---- | -------------------------------------- |
| 15 | NA   | Javier Muñoz                           |
| 16 | PO   | Daniel Alejandro Torres                |
| 17 | OB   | Adrián Marín                           |
| 18 | OB   | Aleix Vidal (wypożyczony z Sevilii FC) |
| 19 | PO   | Manu García (kapitan)                  |
| 20 | PO   | Pere Pons                              |
| 21 | OB   | Martín Aguirregabiria                  |
| 22 | PO   | Wakaso Mubarak                         |
| 23 | OB   | Ximo Navarro                           |
| 24 | PO   | Oliver Burke (wypożyczony z West Brom) |
| 27 | OB   | Alberto Rodríguez                      |
| 29 | PO   | Borja Sainz                            |

### Piłkarze na wypożyczeniu
| Nr | Poz. | Piłkarz                                              |
| -- | ---- | ---------------------------------------------------- |
|    | OB   | Rafael Páez (w Istra 1961 do 30 czerwca 2020)        |
|    | OB   | Adrián Diéguez (w CF Fuenlabrada do 30 czerwca 2020) |

| Nr | Poz. | Piłkarz                                                    |
| -- | ---- | ---------------------------------------------------------- |
|    | PO   | Patrick Twumasi (w Gazişehir Gaziantep do 30 czerwca 2020) |
|    | NA   | Anderson Emanuel (w CF Fuenlabrada do 30 czerwca 2020)     |

## Europejskie puchary
Legenda do wszystkich tabel:
- Q – runda eliminacyjna, 1/16, 1/8, 1/4, 1/2 – odpowiednia faza rozgrywek, Grupa – runda grupowa, 1r gr – pierwsza runda grupowa, 2r gr – druga runda grupowa, F – finał, R – runda, PO – play-off
- k. – rzuty karne, los. – losowanie, Dogr. – dogrywka, w. – zasada bramek strzelonych na wyjeździe

| Sezon   | Rozgrywki   | Runda | Klub                 | Dom            | Wyjazd         | Ogólnie        |
| ------- | ----------- | ----- | -------------------- | -------------- | -------------- | -------------- |
| 2000/01 | Puchar UEFA | 1R    | Gaziantepspor        | 0–0            | 4–3            | 4–3            |
| 2000/01 | Puchar UEFA | 2R    | Lillestrøm SK        | 2–2            | 3–1            | 5–3            |
| 2000/01 | Puchar UEFA | 3R    | Rosenborg BK         | 1–1            | 3–1            | 4–2            |
| 2000/01 | Puchar UEFA | 1/8   | Inter Mediolan       | 3–3            | 2–0            | 5–3            |
| 2000/01 | Puchar UEFA | 1/4   | Rayo Vallecano       | 3–0            | 1–2            | 4–2            |
| 2000/01 | Puchar UEFA | 1/2   | 1. FC Kaiserslautern | 5–1            | 4–1            | 9–2            |
| 2000/01 | Puchar UEFA | F     | Liverpool            | 4–5 (N), Dogr. | 4–5 (N), Dogr. | 4–5 (N), Dogr. |
| 2002/03 | Puchar UEFA | 1R    | MKE Ankaragücü       | 3–0            | 2–1            | 5–1            |
| 2002/03 | Puchar UEFA | 2R    | Beşiktaş JK          | 1–1            | 0–1            | 1–2            |